# Сэлбэ-Гол
Сэ́лбэ-Гол (монг. Сэлбэ гол) или Сельба — река в центральной части Монголии. Протекает на высоте между 1850 и 1350 м над уровнем моря через южную часть Хэнтийской горной системы. Длина реки — 26,2 км, бассейн — 220 км².
Сэлбэ протекает через столицу Монголии Улан-Батор с севера на юг и впадает в реку Туул. В 2012 году русло реки, проходящее в границах города, было реконструировано; до этой реконструкции река обычно пересыхала в холодное время года. В том же году течение реки в пределах Улан-Батора было взято под охрану, чтобы предотвратить её загрязнение от городских стоков.